# Dwight Tiendalli
Dwight Marciano Tiendalli (* 21. Oktober 1985 in Paramaribo, Suriname) ist ein ehemaliger niederländischer Fußballspieler, der als Abwehrspieler eingesetzt wird und dabei zumeist als Links- bzw. Rechtsaußen in Erscheinung tritt. Zuletzt stand er bei Swansea City unter Vertrag.

## Vereinskarriere

### Über Ajax Amsterdam zum FC Utrecht
Tiendalli wurde im Jahre 1985 in der ehemaligen niederländischen Kolonie Suriname im Norden des südamerikanischen Kontinents geboren. Dort machte er auch erste Schritte im Nachwuchsfußball, ehe er mit seiner Familie in die Niederlande auswanderte, wo er seine eigentliche Vereinskarriere erst im Jahre 2001 begann, nachdem er zuvor bereits lokale Erfahrung, unter anderem beim Amsterdamsche FC, sammelte. Dabei wurde er im Jahre 2001 in die Jugendabteilung von Ajax Amsterdam aufgenommen, der er bis einschließlich 2004 angehörte. Bereits zu dieser Zeit feierte er mit der renommierten Jugendabteilung der Niederländer einige größere Erfolge, kam aber obgleich eines Alters von knapp 19 Jahren nie in den Profikader des Vereins, sondern verweilte zum Ende hin beinahe ausschließlich in der Reservemannschaft des Klubs. Im Jahre 2004 tat sich schließlich ein Wechsel zum FC Utrecht auf, wo er am Anfang allerdings ebenfalls im Nachwuchs eingesetzt wurde, aber noch im gleichen Jahr den Sprung in den Profikader schaffte. Dabei absolvierte er schließlich am 19. Dezember 2004 seinen ersten Profiligaeinsatz, als er bei einem 1:0-Heimsieg über den FC Den Bosch in der 75. Spielminute für Joost Broerse eingewechselt wurde. Im weiteren Saisonverlauf folgten weitere Einsätze, wobei er bei seinem erst dritten Einsatz bereits über die gesamte Spieldauer auf dem Rasen stand und bei seinem vierten Spiel, einem 1:0-Auswärtserfolg über RBC Roosendaal, seinen ersten Profitreffer erzielte. Bis zum Ende der Spielzeit 2004/05 konnte Tiendalli auf elf Meisterschaftseinsätze zurückblicken, in denen er einen Treffer erzielte, und landete zudem mit der Mannschaft im Endklassement ebenfalls auf Rang 11.
In der Folgesaison 2005/06 konnte sich Tiendalli bereits als regelrechter Stammspieler hervortun und wurde so in insgesamt 29 Ligaspielen eingesetzt, in denen er zwei Treffer erzielte, unter anderem auch einen bei einem 1:0-Sieg über Ajax Amsterdam, und es mit der Mannschaft zum Saisonende auf den passablen sechsten Tabellenplatz. Damit war das Team zur Teilnahme am Play-off zur ersten Runde des UEFA-Pokals 2006/07 berechtigt, schied dabei allerdings deutlich mit einem Score von 1:5 gegen den FC Twente Enschede aus. Danach kam Tiendalli zur Saison 2006/07 in einem weiteren Ligaspiel des FC Utrecht über die volle Spieldauer zum Einsatz, ehe er noch vor Ende der Transferzeit im August 2006 zu Feyenoord Rotterdam transferiert wurde. Dabei wechselte er für eine kolportierte Ablösesumme von etwa 1,5 Millionen Euro zum Großklub nach Rotterdam, wo er einen Vierjahresvertrag unterzeichnete. Zuvor hatten in diesem Jahr bereits andere Klubs wie Celta Vigo oder Espanyol Barcelona ihr Interesse an Tiendalli, der erst im Frühjahr 2005 einen neuen Vertrag bei Utrecht unterzeichnete, bekundet. Des Weiteren zeigte auch Betis Sevilla Interesse am jungen Rechtsaußen und wollte eine geschätzte Ablösesumme von einer Million Euro bereitstellen.

### Verletzungspech und nur Reserve bei Feyenoord

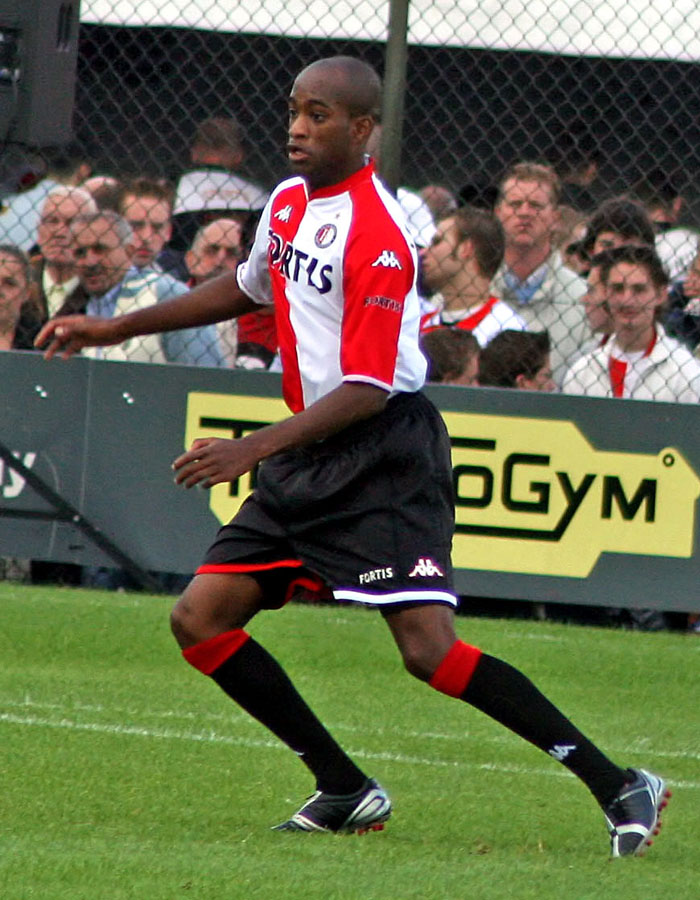
Dwight Tiendalli als Spieler von Feyenoord Rotterdam (2007)

Nach seiner Vertragsunterzeichnung beim Rotterdamer Traditionsklub wurde er bis Jahresende in zwölf Ligapartien eingesetzt, ehe er sich eine Entzündung an der Leistengegend zuzog, die ihn für mehrere Monate ausfallen ließ. Erst kurz vor Saisonende wurde er noch in einem Meisterschaftsspiel eingesetzt. Nachdem er sich von seiner Verletzung noch immer nicht richtig erholen konnte, wurde Tiendalli schließlich in der laufenden Saison auf Leihbasis an den Ligakonkurrenten und Stadtrivalen Sparta Rotterdam abgegeben. Zum Team, das zu diesem Zeitpunkt von seinem ehemaligen Utrecht-Trainer Foeke Booy gecoacht wurde, stieß er im Januar 2008, wurde bis zum Ende der Spielzeit in 13 Ligapartien eingesetzt und war bis zum Saisonende mit dem Team im Abstiegskampf involviert, den man allerdings mit einem 13. Platz noch abwehren konnte. Während Tiendalli bei Sparta aktiv war, gewann Feyenoord in dieser Saison den KNVB-Pokal 2007/08.
Nach seiner Rückkehr zu Feyenoord wurde er zwar öfter eingesetzt, konnte aber nicht den erhofften Durchbruch feiern. Bei seinen 22 Meisterschaftsspielen, die er in der Spielzeit 2008/09 absolvierte, agierte er in acht Begegnungen als Einwechselspieler. Auch die Erfolge mit Feyenoord blieben in dieser Saison aus. Nach einem Achtelfinalaus gegen den SC Heerenveen im Cup, kam die Mannschaft auch in der Liga nur auf den siebenten Platz heran und schied zudem im Play-off zur ersten Runde der UEFA Europa League 2009/10 klar gegen NAC Breda aus. Nach dem Auslaufen seines Vertrages wurde Tiendalli ablösefrei vom Ligakonkurrenten Twente Enschede ins Team geholt.

### Wechsel zu Twente Enschede
Nach dem erfolgreichen Wechsel nach Enschede etablierte sich der zuvor von Verletzungen geplagte Außenverteidiger rasch und brachte es bis zum Saisonende 2009/10 gar auf 26 Meisterschaftsauftritte. Dabei gelang ihm auch der erste Saisontreffer seit mehr als zwei Jahren. Diesen erzielte er am 25. Oktober 2009 beim 4:0-Erfolg über den FC Groningen. Für Tiendalli lief die Saison nach Maß. Die Abwehrreihe vor Torhüter Sander Boschker um Douglas, Peter Wisgerhof, Ronnie Stam und Dwight Tiendalli ließ in 34 Ligaspielen nur 23 Gegentore zu und war einer der Hauptgaranten für die erste Landesmeisterschaft der Vereinsgeschichte. Den anschließenden Supercup gegen den Pokalsieger Ajax gewann das nach einem Tor von Luuk de Jong mit 1:0, Ajax-Starstürmer Suárez hatte das Spielfeld bereits vor der Halbzeitpause aufgrund einer roten Karte frühzeitig verlassen müssen.
Auch die Saison 2010/11 verlief für Tiendalli und sein Team sehr erfolgreich. So nahm er mit dem Team an der UEFA Champions League 2010/11 teil, wo man allerdings in der Gruppenphase gegen Tottenham Hotspur und Inter Mailand unterlegen war, aber noch knapp vor Werder Bremen den dritten Platz erreichte und sich so eine weitere Teilnahme an der UEFA Europa League 2010/11 sicherte. Tiendalli selbst wurde in drei Champions-League-Begegnungen gegen jeden Gruppengegner in der Gruppe A eingesetzt. In der Liga versäumte Abwehrspieler einen Großteil der Saison und brachte es auf 18 torlose Meisterschaftsauftritte. Dabei agierte er zum Ende hin vielfach nur mehr als Ersatzspieler, wobei er oft nur für wenige Minuten ins Spiel kam. Er verlängerte am Ende der Saison sein Engagement beim FC Twente um eine weitere Spielzeit.

### Wechsel in die Premier League
Nachdem Tiendallis Vertrag in Twente zum Saisonende ausgelaufen war, unterschrieb er am 10. September 2012 bei Swansea City einen Vertrag bis Saisonende.
Nach zwei Jahren ohne Klub unterzeichnete er im Juli 2017 einen Jahresvertrag beim englischen Drittligisten Oxford United. Nach Anpassungsproblewmen kam er unter Trainer Pep Clotet ab Ende Oktober regelmäßig zum Einsatz und kam bis Januar 2018 zu insgesamt 18 Pflichtspieleinsätzen. Nach der Entlassung Clotets bestritt Tiendalli nur noch das erste Spiel unter Interimstrainer Derek Fazackerley, in der Folge spielte er sowohl unter Fazackerley als auch unter dem neuen Cheftrainer Karl Robinson keine Rolle mehr. Am Saisonende wurde ihm vom Verein kein neuer Vertrag angeboten und Tiendalli beendete anschließend seine Profilaufbahn.

## Nationalmannschaftskarriere
Tiendalli qualifizierte sich mit der niederländischen U-17-Auswahl für die U-17-Europameisterschaft 2002 in Dänemark, in der das Team bereits in der Gruppenphase ausschied. Im Juni 2005 gehörte er zum U-20-Aufgebot bei der Junioren-WM 2005 im eigenen Land und kam in allen fünf Spielen seiner Mannschaft zum Einsatz, das Team im Viertelfinale im Elfmeterschießen mit 9:10 gegen Nigeria ausschied. Anschließend gehörte er zum Kader der niederländischen U-21-Nationalelf, mit der er an der U-21-Europameisterschaft 2006 in Portugal teilnahm. Dort dominierte die Niederlande in weiten Teilen das Turnier und setzte sich im Finalspiel gegen die Alterskollegen aus der Ukraine klar mit 3:0 durch. Für die Niederlande bedeutete dies den ersten Sieg bei einer U-21-EM; Tiendalli agierte über das gesamte Turnier hinweg als Stammspieler in der Abwehrreihe der Niederländer und wurde in die Mannschaft des Turniers gewählt.
Im Sommer 2013 wurde er anlässlich einer Asienreise des niederländischen Nationalteams von Louis van Gaal erstmals in die A-Nationalmannschaft berufen und war dabei neben Lerin Duarte, Miquel Nelom und Jens Toornstra einer von vier Debütanten im Kader. Tiendalli kam in den beiden Länderspielen gegen Indonesien und China zu Teileinsätzen, weitere Spiele schlossen sich aber nicht an.

## Erfolge
mit Twente Enschede
- 1× Niederländischer Fußballmeister: 2009/10
- 1× niederländischer Pokalsieger: 2011
- 1× Sieger der Johan Cruijff Schaal: 2010
- 1× niederländischer Vizemeister: 2011

mit der U-21-Nationalmannschaft
- 1× U-21-Europameister: 2006
- 1× Wahl ins Team des Turniers bei der U-21-EM 2006